# (18059) Cavalieri
(18059) Cavalieri est un astéroïde de la ceinture principale d'astéroïdes.

## Description
(18059) Cavalieri est un astéroïde de la ceinture principale d'astéroïdes. Il fut découvert le 15 décembre 1999 à Prescott (Arizona) par Paul G. Comba. Il présente une orbite caractérisée par un demi-grand axe de 2,70 UA, une excentricité de 0,06 et une inclinaison de 8,8° par rapport à l'écliptique.

## Compléments